# Run2U
«Run2U» (estilizado en mayúsculas) es una canción grabada por el grupo de chicas surcoreano STAYC para su segundo EP Young-Luv.com. Fue lanzada como single principal por High Up Entertainment el 21 de febrero de 2022.

## Antecedentes y lanzamiento
El 28 de enero de 2022, High Up Entertainment anunció que STAYC lanzaría un nuevo álbum en febrero de 2022. El 8 de febrero, se anunció que STAYC lanzaría su segundo EP Young-Luv.com el 21 de febrero. El 16 de febrero, se publicó el vídeo musical. Un día más tarde, se publicó el vídeo teaser del highlight medley. El 20 de febrero, se publicó el segundo vídeo musical. La canción junto con el vídeo musical se publicó el 21 de febrero.

## Composición
"Run2U" fue escrita por B.E.P y Jeon Goon, con una composición a cargo del dúo junto a FLYT, y arreglada por Rado y FLYT. La canción se describió como un tema con "sonido de sintetizador retro" con una letra que "expresa libremente el deseo de correr hacia ti con miedo al amor, sin importar la opinión de los demás". "Run2U" se compuso en la tonalidad de Si menor, con un tempo de 130 pulsaciones por minuto.

## Rendimiento comercial
"Run2U" debutó en la posición 29 de la Gaon Digital Chart de Corea del Sur en la edición de la carta del 5 de marzo de 2022; en sus listas de componentes, la canción debutó en la posición cuatro de la Gaon Download Chart, y en la posición 54 de la Gaon Streaming Chart. En el Billboard K-pop Hot 100, la canción debutó en la posición 50 en la edición de la lista del 5 de marzo de 2022. En Nueva Zelanda, la canción debutó en la posición 29 de la RMNZ Hot Singles en la edición de la lista del 28 de febrero de 2022. En Singapur, la canción debutó en la posición 22 de la RIAS Top Regional Chart en la edición de la lista del 18 al 24 de febrero de 2022. En Estados Unidos, la canción debutó en la posición 9 del Billboard World Digital Song Sales en la edición de la lista del 5 de marzo de 2022.

## Promoción
Antes del lanzamiento del EP, el 21 de febrero de 2022, STAYC realizó una presentación en vivo en YouTube para presentar la obra extendida y comunicarse con sus fans. Posteriormente, el grupo actuó en cinco programas musicales: ¡M Countdown de Mnet el 24 de febrero, Music Bank de KBS el 25 de febrero, Show! Music Core de MBC el 26 de febrero, Inkigayo de SBS el 27 de febrero y The Show de MTV de SBS el 1 de marzo, donde ganaron el primer puesto.

## Créditos y personal
Créditos adaptados de Melon.
Studio
- Ingrid Studio – grabación, edición digital
- Estudio de Sonido Koko - mezcla
- Metropolis Mastering Studios – masterización

Personal
- STAYC – voces
- STAYC (Sieun) – voces de fondo
- Jeon Goon – voces de fondo, letra, composición
- FLYT – composición, arreglo, teclado, bajo
- Rado – arreglo, batería
- B.E.P – letra, composición
- Jung Eun-kyung – grabación, edición digital
- DRK – mezcla
- Kim Jun-sang – mezcla (asistente)
- Kim Min-woo – mezcla (asistente)
- Stuart Hawkes – masterización

## Reconocimientos

### Premios y nominaciones
| Año  | Evento                       | Premio                | Resultado | Ref.  |
| ---- | ---------------------------- | --------------------- | --------- | ----- |
| 2022 | KBS World Radio K-Pop Awards | Mejor canción del año | Pendiente | [ 3 ] |

### Listados
| Publicación  | Lista                                         | Ranking  | Ref.  |
| ------------ | --------------------------------------------- | -------- | ----- |
| Genius Korea | Las 100 canciones más populares del 2022      | 41.º     | [ 4 ] |
| Hypebae      | The best K-Pop songs and music videos of 2022 | Incluida | [ 5 ] |
| Nylon        | The best K-Pop releases of 2022               | Incluida | [ 6 ] |
| Teen Vogue   | The 79 Best K-Pop Songs of 2022               | Incluida | [ 7 ] |
| Tidal        | K-Pop: Best of 2022                           | Incluida | [ 8 ] |

## Posicionamiento en listas

### Semanales
| Lista (2022)                            | Mejor posición |
| --------------------------------------- | -------------- |
| Nueva Zelanda Hot Singles (RMNZ)        | 29             |
| Singapur (RIAS)                         | 22             |
| Corea del Sur (Gaon)                    | 29             |
| Corea del Sur (K-pop Hot 100)           | 50             |
| US World Digital Song Sales (Billboard) | 9              |